# Українська демократично-радикальна партія
Українська демократично-радикальна партія (УДРП) — постала в Києві наприкінці 1905 з об'єднання Української демократичної партії з Українською радикальною партією й гуртувала переважно помірковану інтелігенцію.

## Опис
Програма УДРП була побудована на принципах парламентаризму й федералізму: Україна мала здобути в рамках конституції Росії широку автономію. У соціально-економічному плані Українська демократично-радикальна партія передбачала примусовий викуп від приватних власників землі й промислових підприємств, які з часом мали бути націоналізовані.
УДРП мала в Першій і Другій Державних Думах своїх депутатів, які заснували окрему українську фракцію, згодом оформлену в Українську думську громаду.
Партія мала пресові органи: «Громадська думка», «Рада» і «Рідний Край».
Протягом 1905—1908 рр. діяла під назвою «Українська демократично-радикальна партія», з 1917 р. по 1923 р. — під назвою «Українська партія соціалістів-федералістів», а протягом 1923—1939 рр. — під назвою «УРДП».
Встановлено, що з 1908 р. по 1917 р. колишні радикал-демократи були об'єднані в політичну організацію під назвою Товариство українських поступовців (ТУП), яка зберегла практично всі ознаки своєї попередниці.

## З'їзди УДРП
- Перший 14-15 листопада 1905
- Другий 29-30 грудня 1905
- Третій 17-18 квітня 1906
- Четвертий 4 липня 1906
- П'ятий 21-22 жовтня 1906
- Шостий 17-18 травня 1907
- Конференція 1-2 вересня 1907
- Сьомий 5-6 вересня 1908

## Члени Ради УДРП
- 1905—1906: Б. Д. Грінченко,

М. Левицький,
Є. Х. Чикаленко,
І. Л. Шраг,
Є.К. Тимченко,
Ф. П. Матушевський
- липень 1906—1907: Л.М. Жебуньов,

П. Г. Чижевський,
В.П. Кошовий,
М.А. Дмитрієв,
- 1907—1908: Б. Д. Грінченко,

М. Левицький,
Є. Х. Чикаленко,
С.О. Єфремов,
Ф. П. Матушевський,

## Найбільш вживані псевдоніми діячів українських ліберально-демократичних партій
1. Шквир Д. — Ліберець
2. Бородаєвський С. В. — С. Б., С.Бескій, С.Б-скій, Полтавець
3. Василенко М. К. — Н.В-ко, Ник. В-ко, Н., Н. В.
4. Грабенко А. — А.Конощенко
5. Гриневич — П. Ч.
6. Грінченко Б. Д. — Іван Перекотиполе, Б.Вільховський, Василь Чайченко, П.Вартовий, М.Гримач, Немірич, Н.Сельський, Л.Яворенко
7. Грінченко М. М. — М. Г., М. З., М.Доленко, М.Загірна, М.Чайченко
8. Доманицький В. М. — Д., В.Д-й, В.Д-кий, В. Д., В.Вітер, В.Колодянин
9. Дурдуківський В. Ф. — В. Д., В.-, В.Коновченко, В.Мировець, Скавло
10. Єфремов С. О. — С. Є., С. Е., Охріменко, С.Палець, С.Ярошенко, Р.Дніпровенко, Сергій, С.Ситковецький, Липовчанин, Земець, Киянин, Волосожар, Лановий, П.Устяк, С.Александрович, Ромул, Nemo
11. Жебуньов Л. М. — Л. Ж., Левко, Хуторянин, Український демократ
12. Климович М. І. — Чорний
13. Коваленко Г. О. — Г. К., Гр. К., Г.Ков-ко, Г.Сьогобочній, Самітний
14. Коваленко О. — А.К-о, А. К., О. К.
15. Комаров О. Ф. — О.Степовик
16. Комаров М. Ф. — Комар, Уманець, Неїжмак, Чаплий
17. Кононенко М. С. — М.Школиченко, Вівторок, О.Стодольський
18. Косач О. П. — О. П., О-а П-ка, О.Пчілка, Олена П., Цяцька
19. Курінний П. — К.Український
20. Левицький І. С. — І.Нечуй, І.Баштовий, О.Криницький
21. Леонтович В. М. — В. Л., Л., В.Л-ко, В.Левенко
22. Липа І. Л. — Петро Шелест, Іван Степовик, І.Л-а, І. Л., Л.
23. Лотоцький О. Г. — О.Білоусенко, О.Любенький, О.Л-кий, Б-ко, О. І.Л., Spektator, S., Шпориш, Чорноморець, Новий Нестор, О. І. Подоляк
24. Матушевський Ф. П. — Мартин Боруля, Ф.Чулий, Ф.М-шевський, Ф.М-ий, Ф.М-й, Ф. М., Ф.Ганусенко, Ф.Майкут, Оптиміст, Шпонка, Федір М.
25. Ніковський А. В. — А.Василько, Приходьмо, Ан. Яринович
26. Ніщинський П. Г. — Байда
27. Павловський М. І. — М.Лісовицький
28. Пахаревський Л. А. — Г.Одинець, Л.Чулий, Свірговський, К.Lapidus
29. Піснячевський В. — А.Горленко, В. П., П-й, В.Морський, Сивко
30. Прокопович В. К. — С. В., Сергій Волох, Хома Брут, В.Черепин
31. Русов О. О. — Земляк, Волоцюга, Дописуватель, Українець
32. Сабалдир П. — М., М-ий, Ікс, Майорський
33. Самійленко В. І. — Іваненко, В.Полтавець, В.Сивенький, Л.Сумний
34. Синявський А. С. — А. С., Ск. Хома, К-тр-н, А.Катран, Х.Скраглюк
35. Страшкевич В. М. — В.Гамма, В.Поточний, В.Соборний, Ester
36. Тимченко Є. К. — Л. Т., Т. П., Богун
37. Цимбал В. П. — В.Лубенець, Мандрівець, Василь Чорнушенко
38. Чеховський В. — І.Бр.
39. Чикаленко Є. Х. — Е. Х., Ч., Е.Ч-ко, Пасічник
40. Шелухін С. П. — С. П., С.Ше-хин, С.Павленко, С.Просвітянин
41. Широцький К. — Ладиженко
42. Шульгін Я. М. — Л. Ч.
43. Щербаківський М. — М. Щ.
44. Яковлєв В. Я. — Богучарський